# Agelanthus bipartitus
Agelanthus bipartitus är en tvåhjärtbladig växtart som beskrevs av Simone Balle och R. M. Polhill & D. Wiens. Agelanthus bipartitus ingår i släktet Agelanthus och familjen Loranthaceae. Inga underarter finns listade i Catalogue of Life.